# Архипов Віктор Михайлович
Віктор Михайлович Архипов (рос. Виктор Михайлович Архипов; нар. 9 листопада 1905 — пом. 1989) — радянський футбольний і хокейний суддя. Суддя всесоюзної категорії з футболу (1946) і хокею, представляв Москву. До списку найкращих футбольних суддів СРСР входив 5 разів.
Грав у футбол у команді «Червоні Сокольники» (пізніше «Медик») у 1921 — 1931 роках. Грав за збірну ДСТ «Медик». У суддівстві з 1924 року. У 1938 — 1956 роках обслуговував ігри вищої ліги СРСР. Також судив хокейні поєдинки.
Учасник німецько-радянської війни, має бойові нагороди. Довгі роки працював в Управлінні футболу Спорткомітету СРСР.